# Arrhopalites pygmaeus
Arrhopalites pygmaeus is een springstaartensoort uit de familie van de Arrhopalitidae. De wetenschappelijke naam van de soort is voor het eerst geldig gepubliceerd in 1860 door Wankel.